# Najevska lipa
Najevska lipa ali Najevnikov lipovec je drevo z največjim obsegom debla v Sloveniji, ki je nekoč znašal 11,24 metra. Po propadu dela starega oboda debla njen obseg meri 10,70 m. Gre za lipovec (Tilia cordata), ki je domnevno zrasel iz sedmih debel. Njegova višina je 24 m, starost pa ocenjena na 700 let. Starost Najevske lipe lahko le ocenjujemo, saj je s strani in v sredini votlo, tako da se njene starosti z običajnimi postopki ne da ugotoviti. Leta 1993 je bilo drevo sanirano po načelih sodobne drevesne kirurgije.

## Lega
Najevska lipa raste pod vrhom Smrekovec ob domačiji Osojnik (po domače Najevnik) na Ludranskem Vrhu južno od Črne na Koroškem.

## Legende
Po ljudski pripovedki za kamnito mizo pod Peco spi kralj Matjaž. Menda je nekoč pod lipo imel privezanega svojega vranca. Tudi Turki naj bi se ustavili pod njo, jedli z zlatimi žlicami in jih v naglici zakopali pod korenine, ko so morali bežati pred Matjaževo vojsko.

## Srečanja slovenskih državnikov
Avgusta 1991 je bilo pri Najevski lipi prvo srečanje slovenskih državnikov, ki je postalo tradicionalna prireditev v juniju.